# Reinhold Mitterlehner
Reinhold Mitterlehner (n. 10 decembrie 1955, Helfenberg, Austria Superioară) este un jurist și politician austriac, cancelar federal ad interim al Austriei din 9 mai 2016, în urma demisiei lui Werner Faymann din funcția de cancelar. A deținut și funcția de ministru al Economiei. În septembrie 2014 a devenit vice-cancelar al Austriei și președinte al Partidul Popular Austriac. A demisionat din aceste funcții la 15 mai 2017, retrăgându-se din viața politică.

## Educație
Mitterlehner s-a născut în Helfenberg, Austria Superioară, în 10 decembrie 1955. El deține un doctorat în drept, primit de la Universitatea Johannes Kepler din Linz în 1980.

## Carieră politică
Din 1992 până în 2000, Mitterlehner a fost secretar general al Ligii Economice Austriece din Viena. În acest timp, din 1991 până în 1997, el a fost un politician local în Ahorn. Este un membru al Partidul Popular Austriac. El a fost ales în Parlamentul Austriei la data de 8 februarie 2000.
În 2 decembrie 2008, Mitterlehner a fost numit Ministru Federal al Economiei, Familiei și Tineretului, făcând parte din guvernul condus de Werner Faymann. În 2008, el a fost numit de asemenea și președinte al Agenției Austriece de Energie.
Mitterlehner a fost unul din candidații favoriți pentru a-l succede pe Josef Pröll, care demisionase din conducerea partidului în aprilie 2011.  În septembrie 2014, el a preluat poziția lui Michael Spindelegger de președinte al partidului și totodată pe cea de vice-cancelar al Austriei.

## Viața personală
Mitterlehner este căsătorit și are trei fiice.